# Seville (Florida)
Seville es un lugar designado por el censo ubicado en el condado de Volusia en el estado estadounidense de Florida. En el Censo de 2010 tenía una población de 614 habitantes y una densidad poblacional de 29,14 personas por km².

## Geografía
Seville se encuentra ubicado en las coordenadas 29°20′29″N 81°30′9″O / 29.34139, -81.50250. Según la Oficina del Censo de los Estados Unidos, Seville tiene una superficie total de 21.07 km², de la cual 18.39 km² corresponden a tierra firme y (12.74%) 2.68 km² es agua.

## Demografía
Según el censo de 2010, había 614 personas residiendo en Seville. La densidad de población era de 29,14 hab./km². De los 614 habitantes, Seville estaba compuesto por el 56.84% blancos, el 24.1% eran afroamericanos, el 1.14% eran amerindios, el 0.33% eran asiáticos, el 0% eran isleños del Pacífico, el 16.45% eran de otras razas y el 1.14% pertenecían a dos o más razas. Del total de la población el 26.87% eran hispanos o latinos de cualquier raza.